# Stylogaster abdominalis
Stylogaster abdominalis är en tvåvingeart som beskrevs av Krober 1914. Stylogaster abdominalis ingår i släktet Stylogaster och familjen stekelflugor. Inga underarter finns listade i Catalogue of Life.